# إيهور ليونوف
إيهور ليونوف (بالأوكرانية: Леонов Ігор Іванович)‏ هو مدرب كرة قدم ولاعب كرة قدم أوكراني في مركز الدفاع، ولد في 14 سبتمبر 1967 في كرج في أوكرانيا. لعب مع زوريا لوهانسك وشاختار دونيتسك وميتالورغ دونيتسك ونادي إيليتشيفيتس ماريوبول ونادي تافريا سيمفروبول ونادي سانت بولتن.

## وصلات خارجية
- إيهور ليونوف على موقع اتحاد أوكرانيا (الإنجليزية)
- إيهور ليونوف على موقع قاعدة بيانات كرة القدم.إي يو (الإنجليزية)
- إيهور ليونوف على موقع Soccerway.com (الإنجليزية)
- إيهور ليونوف على موقع عالم كرة القدم.نت (الإنجليزية)